# Hinduja Group
Hinduja Group è un conglomerato transnazionale indiano, presente in undici settori tra cui automobilistico, petrolio e prodotti chimici speciali, bancario e finanziario, IT e ITeS, sicurezza informatica, sanità, commercio, sviluppo di progetti infrastrutturali, media e intrattenimento, energia e settore immobiliare.
La famiglia Hinduja possiede un patrimonio di circa 100 miliardi di dollari in tutto il mondo e di circa 5 miliardi di dollari negli Stati Uniti. Il patrimonio netto della famiglia Hinduja nel 2022 ammontava a 32 miliardi di dollari, rendendo i componenti le persone più ricche del Regno Unito.  Nel maggio 2023 è morto il patriarca dell'azienda Srichand Hinduja.

## Storia
L'azienda è stata fondata nel 1914 da Parmanand Deepchand Hinduja, originario di una famiglia Sindhi con sede in India.  Inizialmente operante a Shikarpur (nell'odierno Pakistan) e Bombay, in India, nel 1919 avviò la prima operazione internazionale della compagnia in Iran. Il quartier generale del gruppo rimase in Iran fino al 1979, quando la rivoluzione islamica costrinse la società a ritirarsi e trasferirsi in Europa.
L'allora presidente del gruppo, Srichand Hinduja, e suo fratello Gopichand, copresidente, si trasferirono a Londra nel 1979 per sviluppare l'attività di esportazione; il terzo fratello, Prakash, gestisce le operazioni del gruppo a Ginevra, in Svizzera, mentre il fratello più giovane, Ashok, sovrintende agli interessi indiani.
Il gruppo impiega oltre 200.000 persone e ha uffici in molte delle principali città del mondo. Nel 2017, Srichand e Gopichand Hinduja sono stati descritti come gli uomini più ricchi della Gran Bretagna con una ricchezza stimata di 16,2 miliardi di sterline nella Sunday Times Rich List 2017.
Nel 2015, agli Asian Award, i fratelli Hinduja sono stati insigniti del premio Business Leader of the Year. Ashok Hinduja è stato premiato con l'ABLF Global Asian Award all'Asian Business Leadership Forum sostenuto dal governo degli Emirati Arabi Uniti nel 2017. OneOTT Intertainment Limited (OIL), il braccio verticale dei media del gruppo Hinduja, ha ricevuto il premio Innovation Leaders 2019 da Telecomlead.com.
Nel maggio 2023, il presidente principale dell'Hinduja, Srichand Hinduja, è morto a Londra all'età di 87 anni.

## Società del Gruppo Hinduja
- Hinduja Housing Finance Ltd.[14]
- Ashok Leyland
  - Switch Mobility

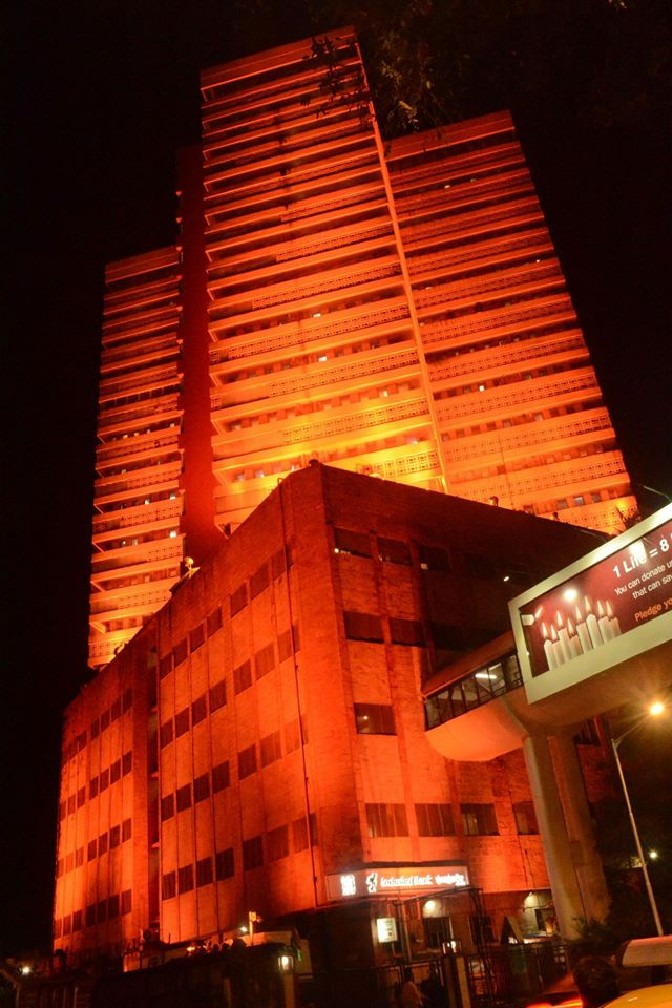
Ospedale nazionale Hinduja, Mumbai

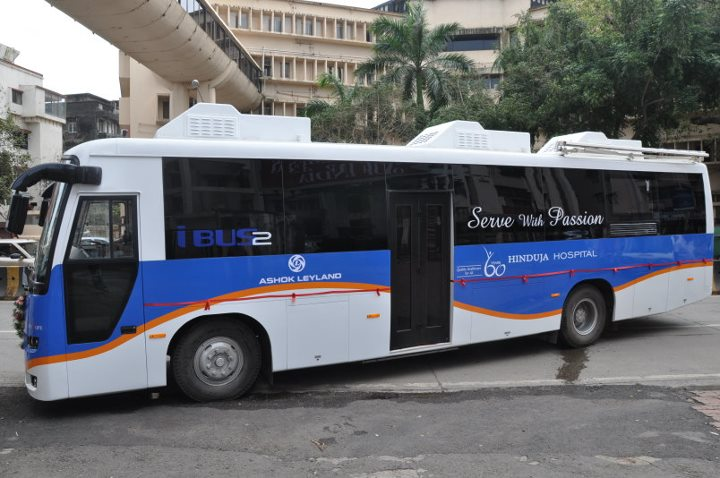
Le cliniche mobili dell'Hinduja National Hospital sono costruite su piattaforme Ashok Leyland

- Ashok Leyland Foundries - una divisione di Ashok Leyland, nota anche come Hinduja Foundries
- Ospedale nazionale e centro di ricerca medica PD Hinduja
- Hinduja Healthcare Limited
- Hinduja Bank (Svizzera) SA (ex Amas Bank)
- IndusInd Bank
- Hinduja Leyland Finance Ltd
- Hinduja Global Solutions Ltd
- Hinduja Tech Ltd.[15]
- GOCL Corporation Ltd
- Gulf Oil International Ltd
- Gulf Oil Lubrificanti India Limited
- Quaker-Houghton International Ltd
- Gulf Oil Medio Oriente Ltd
- Hinduja National Power Corporation Ltd
- Hinduja Renewables Energy Private Ltd
- Hinduja Realty Ventures Ltd
- Hinduja Group India
- KPB Hinduja College of Commerce
- NXTDIGITAL Ltd (precedentemente Hinduja Ventures Ltd) – include Nxtdigital Hits, OneOTT iNtertainment Ltd, INE e INDigital
- Cyqurex Systems
- British Metal Corporation (India) Pvt Ltd
- Hinduja Investments and Project Services Ltd

## Controversie

### Scandalo Bofors
Srichand, Gopichand e Prakash Hinduja erano collegati all'indagine sullo scandalo Bofors, in cui l'azienda svedese Bofors avrebbe pagato tangenti illegali a funzionari governativi e politici in relazione alla vendita nel 1986 di 400 obici al governo indiano per 1,3 miliardi di dollari. I tre fratelli furono accusati dall'Indian Central Bureau of Investigation nell'ottobre del 2000, ma nel 2005 l'Alta Corte di Delhi respinse tutte le accuse contro di loro, citando la mancanza di prove e affermando che i documenti erano fondamentali per l'accusa. Erano "inutili e dubbie" poiché la loro provenienza non poteva essere verificata. Il giudice RS Sodhi ha dichiarato: "Devo esprimere la mia disapprovazione per il fatto che per il caso siano stati spesi 14 anni di processo e 2,5 miliardi di ₹ (31 milioni di dollari) di denaro pubblico. Ciò ha causato enormi perdite economiche, emotive, professionali e personali agli Hinduja".

### Affare Hinduja del 2001
Nel gennaio 2001, è stato rivelato che il ministro del governo britannico Peter Mandelson aveva telefonato al ministro dell'Interno Mike O'Brien per conto di Srichand Hinduja, che all'epoca stava cercando di ottenere la cittadinanza britannica, e la cui azienda di famiglia sarebbe diventata lo sponsor principale del "Faith Zone" nel Millennium Dome. Di conseguenza, il 24 gennaio 2001 Mandelson si dimise dal governo per la seconda volta,  insistendo di non aver fatto nulla di male. Un'indagine indipendente condotta da Sir Anthony Hammond è giunta alla conclusione che né Mandelson né nessun altro avevano agito in modo improprio.
Nel gennaio 2001, il ministro dell'immigrazione Barbara Roche ha rivelato in una risposta scritta alla Camera dei Comuni che Keith Vaz, membro del parlamento per Leicester East e all'epoca ministro degli Esteri, e altri parlamentari, avevano contattato anche il Ministero degli Interni riguardo ai fratelli Hinduja, dicendo che Vaz aveva chiesto quando si sarebbe potuta aspettare una decisione sulla loro richiesta di cittadinanza.
Il 25 gennaio, Vaz è diventato il centro delle interrogazioni dell'opposizione sull'affare Hinduja e sono state presentate molte interrogazioni parlamentari, chiedendogli di rivelare pienamente il suo ruolo. Vaz ha detto tramite un portavoce del Ministero degli Esteri che sarebbe "pienamente preparato" a rispondere alle domande postegli da Sir Anthony Hammond QC a cui era stato chiesto dal Primo Ministro di svolgere un'indagine sulla vicenda. Vaz ha detto di conoscere i fratelli Hinduja da qualche tempo; era stato presente quando nel 1993 fu creata la Fondazione di beneficenza Hinduja, e aveva anche tenuto un discorso nel 1998 quando i fratelli invitarono Tony e Cherie Blair a una celebrazione del Diwali.
Il 26 gennaio 2001, il primo ministro Tony Blair è stato accusato di pregiudicare l'inchiesta indipendente sul caso dei passaporti Hinduja, dopo aver dichiarato che Keith Vaz non aveva fatto "nulla di male". Lo stesso giorno, Vaz ha detto ai giornalisti che si sarebbero "pentiti" del loro comportamento una volta che i fatti del caso fossero stati rivelati. "Alcuni di voi sembreranno molto sciocchi quando uscirà questo rapporto. Alcune delle cose che avete detto su Peter, e su altri e su di me, ve ne pentirete molto quando i fatti verranno alla luce", ha dichiarato. Quando gli è stato chiesto perché la richiesta del passaporto di uno dei fratelli Hinduja fosse stata esaminata più rapidamente del normale, essendo stata evasa in sei mesi quando il processo può richiedere fino a due anni, ha risposto: "Non è insolito".
Il 29 gennaio, il governo ha confermato che la Fondazione Hinduja aveva organizzato un ricevimento per Vaz nel settembre 1999 per celebrare la sua nomina a primo ministro asiatico degli ultimi tempi. Il partito non è stato elencato da Vaz nel Registro degli interessi dei membri della Camera dei Comuni e John Redwood, allora capo dell'Unità per le campagne parlamentari conservatrici, ha messo in dubbio il giudizio di Vaz nell'accettare l'ospitalità.
A marzo, a Vaz fu ordinato di collaborare pienamente con una nuova indagine avviata sui suoi affari finanziari da Elizabeth Filkin, che all'epoca era commissaria parlamentare per gli standard. Anche il ministro degli Esteri Robin Cook, superiore di Vaz, lo ha esortato a rispondere in modo esauriente alle accuse sui suoi legami con i fratelli Hinduja. Vaz ha incontrato la signora Filkin il 20 marzo per discutere una denuncia secondo cui la Fondazione Hinduja aveva donato la somma di 1.200 sterline a Mapesbury Communications, una società gestita da sua moglie, in cambio dell'aiuto nell'organizzazione di un ricevimento sponsorizzato da Hinduja alla Camera dei Comuni. Vaz aveva precedentemente negato di aver ricevuto denaro dagli Hinduja, ma aveva insistito sul fatto di non aver tratto alcun vantaggio personale dalla transazione in questione.
Nel giugno 2001, Vaz ha ammesso di aver presentato rimostranze durante le richieste di cittadinanza britannica dei fratelli Hinduja mentre era un deputato di backbench. Tony Blair ha anche ammesso che Vaz aveva "fatto rimostranze" a nome di altri asiatici.  L'11 giugno 2001 Vaz è stato licenziato dal suo incarico di ministro dell'Europa, per essere sostituito da Peter Hain. L'ufficio del Primo Ministro ha detto che Vaz aveva scritto a Tony Blair affermando che desiderava dimettersi per motivi di salute.
Nel dicembre 2001, Elizabeth Filkin scagionò Vaz dall'impossibilità di registrare i pagamenti allo studio legale di sua moglie da parte dei fratelli Hinduja, ma disse che aveva colluso con sua moglie per nascondere i pagamenti. Il rapporto di Filkin affermava che i pagamenti erano stati dati a sua moglie per consulenza legale su questioni di immigrazione e concludeva che Vaz non aveva ottenuto alcun vantaggio personale diretto e che le regole dei Comuni non gli imponevano di rivelare i pagamenti effettuati a sua moglie. Lei, tuttavia, lo ha criticato per la sua segretezza, dicendo: "Mi è chiaro che c'è stata una collusione deliberata per molti mesi tra il signor Vaz e sua moglie per nascondere questo fatto e per impedirmi di ottenere informazioni accurate sulla sua possibile relazione finanziaria con la famiglia Hinduja".